# Veprichlamys incantata
Veprichlamys incantata is een tweekleppigensoort uit de familie van de Pectinidae. De wetenschappelijke naam van de soort is voor het eerst geldig gepubliceerd in 1972 door Hertlein.